# Kutnohorit
Kutnohorit là một khoáng vật cacbonat calci, mangan hiếm gặp với sắt, magiê. Nó tạo một loại các khoáng vật với dolomit, và với ankerit. Công thức hóa học là CaMn2+(CO3)2, but magnesium Mg and iron Fe2+ commonly substitute for manganese Mn2+, với hàm lượng mn dao động từ 38% đến 84%, vì thế công thức hóa học Ca(Mn2+,Mg,Fe2+)(CO3)2 phản ánh đúng hơn đối với loại khoáng này. Nó được giáo sư Bukowsky đặt tên năm 1901 theo tên mẫu địa phương ở Kutná Hora, Bohemia, cộng hòa Séc. Tên ban đầu được phát âm là "kutnahorite" nhưng "kutnohorite" hiện được IMA phê chuẩn.